# Qunub (bondby i Kina, Tibet Autonomous Region, lat 29,06, long 89,20)
Qunub (kinesiska: Qunu, 曲奴, Angga, 昂嘎, 曲奴乡) är en bondby i Kina. Den ligger i den autonoma regionen Tibet, i den sydvästra delen av landet, omkring 200 kilometer väster om regionhuvudstaden Lhasa. Antalet invånare är 3 305. Barn under 15 år utgör 28,0 %, vuxna 15-64 år 65 %, och äldre över 65 år 6,0 %.
Runt Qunub är det glesbefolkat, med 16 invånare per kvadratkilometer. Närmaste större samhälle är Luobuqiongzi, 12,6 km norr om Qunub. Trakten runt Qunub består i huvudsak av gräsmarker.
Genomsnittlig årsnederbörd är 600 millimeter. Den regnigaste månaden är juli, med i genomsnitt 201 mm nederbörd, och den torraste är januari, med 2 mm nederbörd.